# Guilherme Gaensly

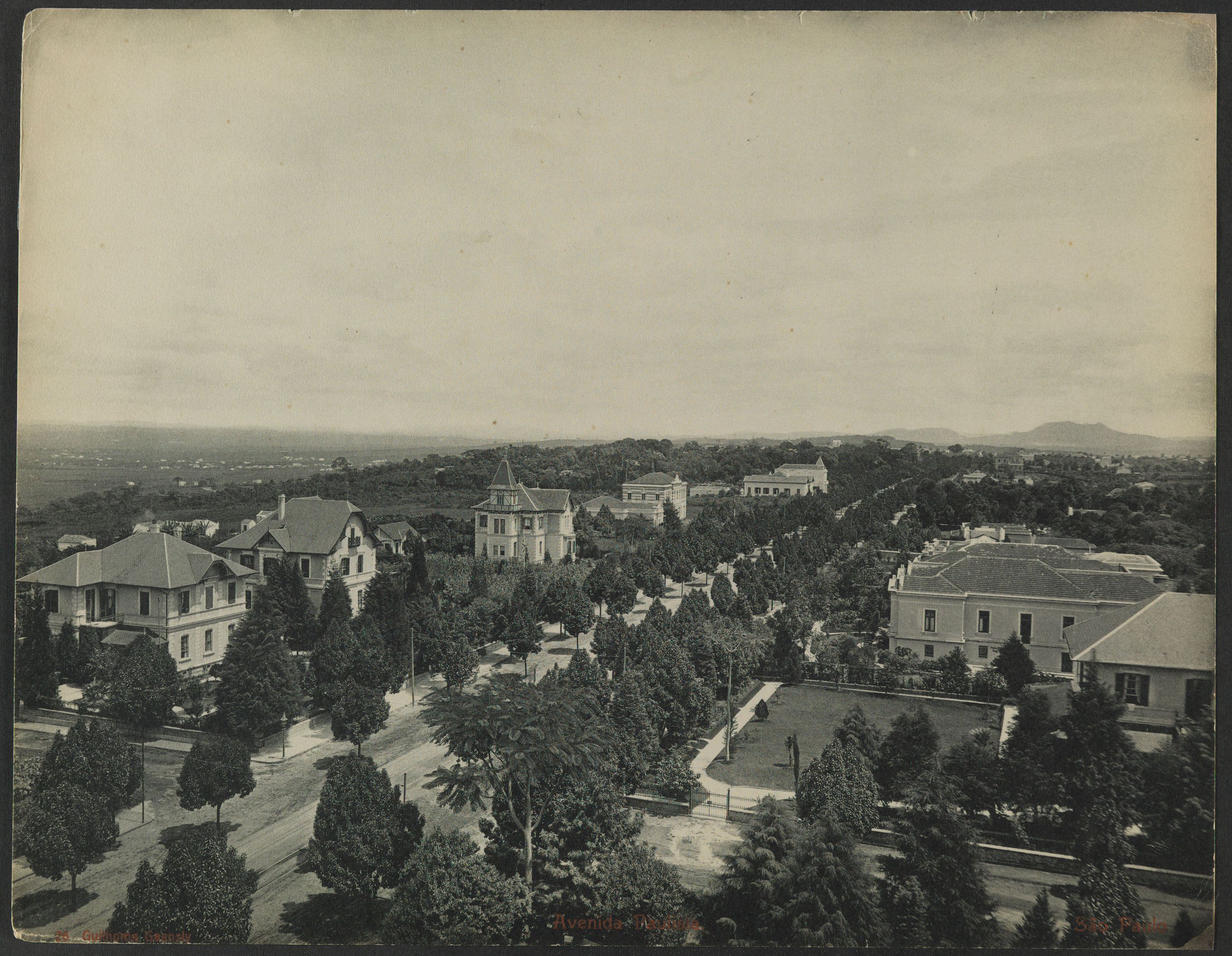
Tarjeta postal de la Avenida Paulista vista desde la residencia de Adam Von Bülow, 1902

Guilherme Gaensly, nacido Wilhelm Gänsli (Wohlhausen, 1 de septiembre de 1843 - São Paulo, 20 de junio de 1928) fue un fotógrafo suizo-brasileño. Se dedicó a la toma de retratos y a la documentación primero en Bahía hasta mediados de la década de 1880 y posteriormente en São Paulo donde fue uno de los más activos creadores de tarjetas postales de la ciudad entre 1895 y 1925.
Hijo del comerciante Jacob Heinrich y de Anna Barbara Kyn, ambos protestantes.  Gaensly llegó a Salvador a los cinco años de edad y empezó a fotografiar desde los 25 años luego de la muerte de su padre. 
Al principio, Guilherme se dedicó al retrato, como la mayoría de los profesionales del ramo, ya que aprendió el oficio en el taller de Alberto Henschel, el mejor retratista de la ciudad a partir de 1867. Sin embargo, fueron los paisajes los que llamaron su atención y a ellos dedicó su talento a partir de principios de la década de 1870. Las vistas que produjo fueron recopiladas por el propio fotógrafo en álbumes de diez fotografías, organizadas por regiones, pero sólo unas pocas han llegado hasta nuestros días.
Al principio, Guilherme se dedicó al retrato, como la mayoría de los profesionales del ramo, ya que aprendió el oficio en el taller de Alberto Henschel, el mejor retratista de la ciudad a partir de 1867. Sin embargo, fueron los paisajes los que llamaron su atención y a ellos dedicó su talento a partir de principios de la década de 1870. Las vistas que produjo fueron recopiladas por el propio fotógrafo en álbumes de diez fotografías, organizadas por regiones, pero sólo unas pocas han llegado hasta nuestros días.El archivo personal de Guilherme tiene un destino desconocido.
Se le conoce como "el fotógrafo sin rostro", porque no se conoce ninguna fotografía de su cara.